# Frank Riseley
Frank Lorymer Riseley (6 de julio de 1877 - 6 de febrero de 1959) fue un jugador de tenis británico. Fue finalista en individuales de Wimbledon en tres ocasiones (1903, 1904, 1906), campeón de dobles de Wimbledon en dos ocasiones (1902, 1906) y ganó diez títulos individuales en su carrera.

## Carrera

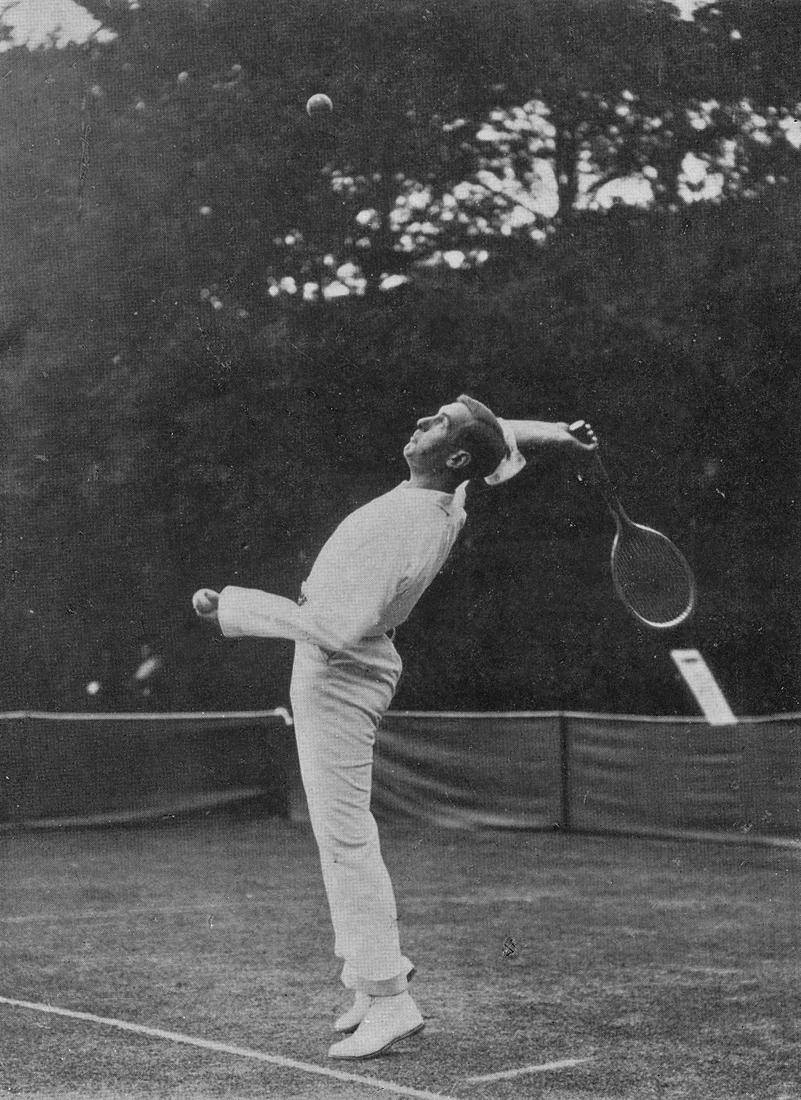
Frank L Riseley al inicio del servicio

Risley jugó su primer torneo en los Campeonatos de Warwickshire en 1892, perdiendo contra Wilberforce Eaves en la segunda ronda en dos sets seguidos. En 1895, después de haber jugado en dieciséis eventos durante los tres años anteriores, ganó su primer título en el Torneo de Waterloo en Liverpool, Lancashire. Ese mismo año, llegó a la final de los aspirantes del prestigioso Campeonato del Norte antes de perder contra Herbert Baddeley en cinco sets. En 1896, retuvo su título de Waterloo por walkover contra Arthur Henry Riseley. En 1896, ganó los Campeonatos de Sheffield y Hallamshire en Sheffield, Yorkshire, derrotando a Edward Roy Allen en tres sets a cero. Luego, llegó a la final del torneo de tenis de Teignmouth y Shaldon, pero cedió el título por walkover. Jugó su primer campeonato de Wimbledon ese mismo año, alcanzando los cuartos de final antes de perder contra Harold Mahony en cuatro sets.
En 1897, ganó un tercer título consecutivo en Waterloo contra Arthur Henry Riseley, venciéndolo en dos sets a cero en la final. Viajó a París para competir en los Campeonatos Franceses en Pista Cubierta en canchas de madera bajo techo, donde llegó a la final antes de perder contra el irlandés Manliffe Francis Goodbody en tres sets seguidos. En 1898, llegó a la final del Torneo Abierto de Exmouth, perdiendo en cinco sets reñidos contra Edward Roy Allen. En 1900, fue finalista en los Campeonatos de Derbyshire en Buxton, perdiendo contra George Hillyard en cuatro sets. En 1902, llegó a la final de los Campeonatos de los Condados Centrales en Edgbaston, antes de perder contra Sydney Howard Smith en tres sets. Ese año, ganó el título de los Campeonatos de Escocia en Moffat contra John Mycroft Boucher. Luego jugó en los Campeonatos de Sussex en Brighton, retirándose en la final cuando estaba igualado en dos sets, cediendo el título a Sydney Smith.
Riseley ganó el título de dobles masculinos de Wimbledon en dos ocasiones, en 1902 y 1906, haciendo pareja con Sydney Howard Smith. Su carrera individual en Wimbledon fue impresionante, aunque nunca ganó el título, perdiendo en tres finales. En 1903, Riseley venció a Smith y Major Ritchie antes de perder en la ronda de desafío contra Laurence Doherty. En 1904, Riseley venció a Harold Mahony, Arthur Gore, Smith y Ritchie antes de perder en la ronda de desafío contra Laurence Doherty. En 1906, Riseley venció a Sydney Howard Smith y Gore antes de perder contra Laurence Doherty.
En 1903, viajó a Mónaco donde llegó a la final de la Copa de Monte-Carlo, enfrentándose a Reggie Doherty, pero se retiró con un marcador de 14-16 en el segundo set. En 1904 y 1905, llegó a las finales de los Campeonatos del Norte, perdiendo ambas contra Sydney Smith. En 1906, después de cuatro intentos, ganó el Norte. En 1904, nuevamente llegó a las finales de los Campeonatos de Sussex, pero cedió el título al retirarse cuando estaba igualado a tres juegos en el tercer set. En 1905, llegó a la final de los Campeonatos del Sur de Inglaterra en Eastbourne, perdiendo contra el jugador australiano Norman Brookes.
A principios de 1906, ganó los Campeonatos de Irlanda en el Fitzwilliam Club, Dublín, y más tarde en junio de ese año derrotó al neozelandés Anthony Wilding en las semifinales en sets seguidos, antes de ganar el evento de individuales contra George Greene en el efímero Campeonato Europeo celebrado en Leicester. En la final, iba ganando al irlandés George Ball-Greene, 4-6, 6-1, 5-1 cuando este último se retiró. En 1912, ganó otro título, esta vez en tierra batida en el torneo de Dinard en Dinard, Francia, contra Robert Powell. En 1920, jugó y llegó a la final de los Campeonatos del Oeste de Inglaterra celebrados en Bristol, perdiendo contra el neozelandés Francis Fisher en cuatro sets. En 1921, viajó nuevamente a Francia para competir en el segundo encuentro del torneo de Le Touquet, donde llegó a la final antes de perder contra Joseph de Poncheville en tres sets a dos. En 1925, jugó su último torneo en los Campeonatos del Oeste de Inglaterra, ganando ese evento y asegurando su décimo título en su carrera.
Jugó para el Equipo de Copa Davis de Gran Bretaña en 1904 contra Bélgica y ganó sus dos partidos individuales. Su segunda y última aparición en la Copa Davis fue 18 años después, en 1922, cuando ganó el partido de dobles en pareja con Algernon Kingscote.

## Finales de Grand Slam

### Individuales: 3 subcampeonatos
| Resultado | Año  | Campeonato | Superficie | Oponente         | Resultado          |
| --------- | ---- | ---------- | ---------- | ---------------- | ------------------ |
| Derrota   | 1903 | Wimbledon  | Césped     | Laurence Doherty | 5–7, 3–6, 0–6      |
| Derrota   | 1904 | Wimbledon  | Césped     | Laurence Doherty | 1–6, 5–7, 6–8      |
| Derrota   | 1906 | Wimbledon  | Césped     | Laurence Doherty | 4–6, 6–4, 2–6, 3–6 |

### Dobles: 5 (2 títulos, 3 subcampeonatos)
| Resultado | Año  | Campeonato | Superficie | Compañero    | Oponentes                         | Resultado                |
| --------- | ---- | ---------- | ---------- | ------------ | --------------------------------- | ------------------------ |
| Victoria  | 1902 | Wimbledon  | Césped     | Sydney Smith | Laurence Doherty Reginald Doherty | 4–6, 8–6, 6–3, 4–6, 11–9 |
| Derrota   | 1903 | Wimbledon  | Césped     | Sydney Smith | Laurence Doherty Reginald Doherty | 4–6, 4–6, 4–6            |
| Derrota   | 1904 | Wimbledon  | Césped     | Sydney Smith | Laurence Doherty Reginald Doherty | 1–6, 2–6, 4–6            |
| Derrota   | 1905 | Wimbledon  | Césped     | Sydney Smith | Laurence Doherty Reginald Doherty | 2–6, 4–6, 8–6, 3–6       |
| Victoria  | 1906 | Wimbledon  | Césped     | Sydney Smith | Laurence Doherty Reginald Doherty | 6–8, 6–4, 5–7, 6–3, 6–3  |